# کوئیک کاستاس
کوئیک کاستاس (انگلیسی: Quique Costas؛ زادهٔ ۱۶ ژانویهٔ ۱۹۴۷) بازیکن بازنشسته فوتبال اهل اسپانیا است که در حال حاضر مربی می‌باشد. او ۲۲۹ بازی به نمایندگی از سلتاویگو و بارسلونا در لالیگا در طول ۱۱ فصل انجام داد و ۹ گل به‌ثمر رساند.
وی همچنین در تیم ملی فوتبال اسپانیا بازی کرده‌است.